# 楚国

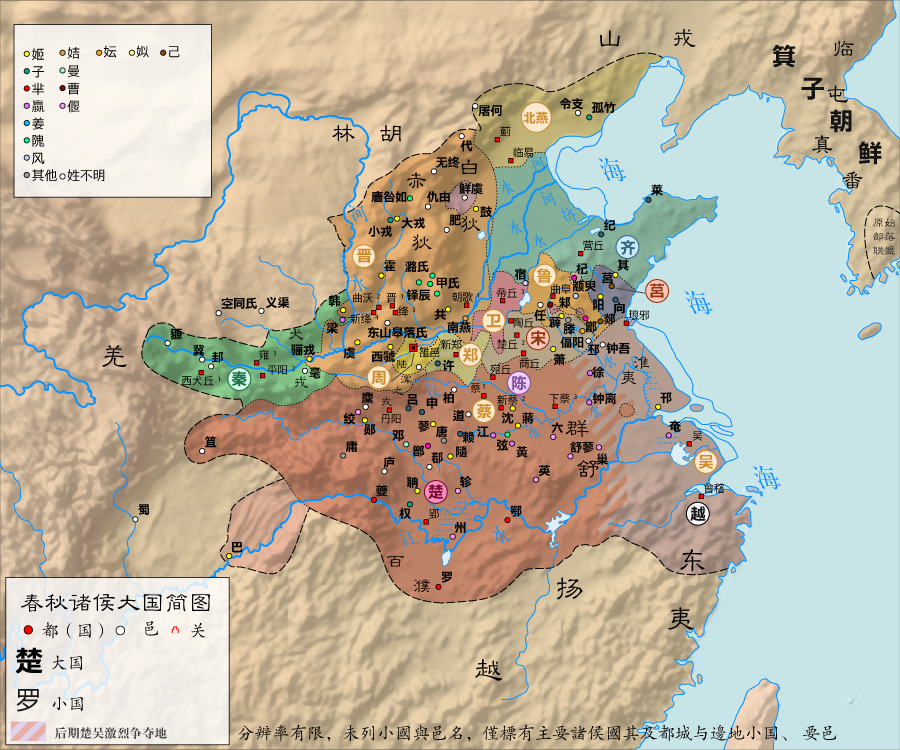
春秋诸侯大国简图

楚国，又称荆国、荆楚，起源於商朝，并为周朝诸侯国。楚國是春秋战国时期的强國，在春秋時被中原諸侯視為蠻夷，楚莊王是春秋五霸之一，楚國後來亦是戰國七雄之一。楚国國君芈姓熊氏，最早兴起于丹江流域的丹水和淅水交汇的淅川一带。战国中期楚国到达全盛，极盛时期疆域西起大巴山，东到大海，北至淮汜，南达五岭。
楚人的活動歷史可以上溯到商朝，清华简《楚居》记载楚国始祖季连是商王盘庚的女婿。而據《竹書紀年》與《詩經·商颂》記載，商王武丁攻打鬼方時，曾經征討楚人。楚人先祖鬻熊為殷商諸候，西周初期，周成王封熊绎于楚蛮，居丹阳，爵位子爵。前704年，楚子熊通自立为王（史称楚武王）。春秋早期，楚国大举扩张，灭亡江汉流域众多诸侯国，成为南方第一大国。前597年，楚庄王在邲之战中击败中原霸主晋国，被评为“春秋五霸”之一。春秋晚期，在吴楚争霸中楚国连连失利，前506年，吴王阖闾发兵攻楚，在柏举之战中大败楚军，一举攻破楚国郢都，楚国在秦国帮助下得以复国。战国中期，楚国再次崛起，楚宣王和楚威王时代（前369年～前329年），楚国进入鼎盛时期，地方五千里，带甲百万，车千乘，骑万匹，粟支十年，史称“宣威盛世”。
楚怀王后期，内惑于郑袖，外欺于张仪，在蓝田、丹淅之战中大败于秦国，楚国逐渐走向衰落。前278年，秦将白起攻占楚国鄢郢，楚国元气大伤，楚顷襄王败走而退守城阳（今河南息县西），同年迁都于陈城（今河南淮阳）。公元前253年，楚考烈王迁都至钜阳，公元前241年又迁至壽春。公元前223年，秦军攻破楚都壽春，虏楚王負芻，楚国灭亡。
由于楚国发源壮大于湖北，故常把湖北称为楚。而湖南同为楚地，为避免争议，湖北自称荆楚，湖南称湘楚，以示区隔。

## 祖源
大致可分为以下几说：
- 颛顼（高阳）說[12]：楚国诗人屈原在其《离骚》中亦称：“帝高阳之苗裔兮，朕皇考曰伯庸。”[13]
- 祝融說：胡厚宣在《楚民族源于东方考》（北京大学《史学论丛》第一册，1934年）认为楚之始祖为祝融。
- 华夏说：王族出自华夏，夏商周三代分封诸侯国一直奉行“夏君夷民”的做法。
- 东夷说：郭沫若《中国古代社会研究》（中国华侨出版社，2008年，ISBN 9787802224735）和胡厚宣《楚族源于东方考》认为楚为东夷部落。
- 土著说：楚人来自中原，但臣民大多为當地土著部落[註 1]。
- 西來说：认为楚之先祖高阳氏颛顼来自在中国西北境，即昆仑山一带，还有学者认为楚人是来自西亚拜火教的米底亚人。[來源請求]
- 部落融合说：楚先民是由华夏高阳氏的一支，南下与当地土著融合的结果。

## 历史

### 起源
楚之先祖出自黄帝之孙，昌意之子，帝颛顼高阳氏。颛顼后第五代曾孫吴回，是帝高辛氏的火正（火官），主管天火与地火，能光融天下，帝喾命之曰祝融。其部落分布在今河南新郑一带，直到春秋时期郑国都城新郑仍被称为祝融之墟。吴回之子陆终，生有六子，幼子曰季连，芈姓，是楚之先祖。周文王曾拜季连后裔鬻熊为师，由于这层师徒关系，鬻熊曾孙熊绎被周朝二代君主周成王封为子楚（楚国国君，爵位为子爵）。
西汉史家司马迁在《史记·楚世家》中记载西周初期楚人领袖熊绎：“当成王之时，举文、武勤劳之后嗣，而封熊绎于楚蛮，封以子男之田，姓芈氏，居丹阳。”此一论述认为商末周初，楚先人祝融的后裔从北方迁徙至“丹阳”。“楚鬻熊居丹阳，武王徙郢”，楚国国都在楚武王时期从丹阳迁至郢，据考古学家刘玉堂、王红星、高崇文研究，古“丹阳”位于丹水和淅水交汇之处（今河南省淅川县丹江口水库淹没区），因处丹水之北，故称为丹阳。国学大师钱穆在《国史大纲》中说：“楚之先亦颛顼后，始起在汉水流域丹、淅水入汉水处，曰丹阳”，而楚国令尹（相当于宰相）之墓子庚墓和大量楚国贵族墓在淅川县仓房镇的香严寺下寺附近的发现，印证了古丹阳位于河南淅川境内。楚国历史有800多年，其中有300多年在丹江流域建都。
据《清华简·楚居》记载，商王盘庚的女儿妣隹征婚，楚部族的首领季连趁机追上了她，此后便居住在盘地，与妣隹生了𦀚伯、远仲两个儿子，他被尊为楚国的始祖。可见楚人与殷人存在亲缘关系，这也为后来楚国人“不服周”埋下了伏笔。湖北省武汉市有商代的盘龙城遗址，这里出土有青铜器和玉器，说明商代时荆楚地区已有初步发达的文明。

### 建国及南征
商代早期，楚人逐渐从河南新郑一带南迁许昌，位于商朝王畿的南部，《诗经•殷武》写到“唯女荆楚，居国南乡”，约前13世纪，商王武丁派大军征伐荆蛮，将楚人向南驱逐。商朝晚期，楚人最终迁徙到河南淅川一带（古丹阳）。鬻熊担任部落首领后审时度势，主动投奔周文王，鬻熊像儿子一样侍奉文王。《尚书·牧誓》中提到的跟随周武王的八个国家中并没有楚国，楚国参与周人伐商的故事很可能是战国秦汉以后古史层累形成。武王克殷后，楚人并没有封国赐爵，直到周成王即位后，封赏曾经侍奉文王、武王有功之人的后裔，才将鬻熊的曾孙熊绎封于丹阳，赐为子爵，楚子熊绎与王孙牟、 晋侯燮 、齐丁公共同侍奉周康王。楚国初创之时十分贫弱，熊绎辟居荆山，筚路蓝缕，开辟山林，不仅如此还要跋山涉水向周王进贡桃木弓、棘矢。然而楚人的忠诚并没有引起周王的重视，《国语•晋语》记载，周成王在岐阳主持诸侯会盟，拒绝让熊绎参与仪式，而让其狄夷鲜卑一起守燎，并负责茅蕝缩酒，根本是僕役的工作，为日后周楚的决裂埋下了种子。
周昭王十六年，周军渡过汉水南征荆楚，掠夺大量物资。昭王十九年，再次伐楚，这次却遭遇失败，周王室的核心军事力量宗周六师全军覆没。周昭王在回师的途中渡过汉水时被伏击身亡，这是楚国与西周的第一次大规模冲突。但当时的楚国辟居荆山，国贫民少，恐怕不值得昭王派大军征讨，昭王讨伐的对象应当是居住在江汉地区的土著，周人把这些土著统称荆蛮，周军远征目的是掠夺铜矿。到熊渠在位时期，正值周夷王之时，周室衰微，诸侯开始轻慢周天子，部分诸侯已经停止朝贡，甚至相互攻伐。楚国也打算分庭抗礼，熊渠在江汉一带的民心和威望很高，於是派兵攻打庸、杨粤、鄂，甚至表示“我蛮夷也，不与中国之号谥”，并立长子康为句亶王，中子红为鄂王，少子执疵为越章王。
周厉王时，南方國家鄂国反叛，被周厉王攻灭，周厉王击败鄂国之后，熊渠畏周伐楚，於是不再稱王。熊勇六年（前841年），宗周镐京国人暴动，周厉王奔彘。熊勇死后，其弟熊严即位，熊严死后，长子熊霜即位，熊霜五年（前823年），周宣王派大臣方叔伐楚，大获全胜，俘获楚国宗庙重器楚公逆钟。周宣王为防止楚国坐大，在江汉间封了许多周室成员或者依附于周朝的势力，史称“江汉诸姬”，西周的战略就是试图以这些亲周势力封锁江汉通往中原的门户用以遏制楚国的北上对西周造成威胁，而且周王还从“汉阳诸姬”抽调兵力，组建南国之师，直接听命于周天子，以达到威慑楚国等怀有异心的诸侯国。楚若敖二年（前789年），周宣王征调南国之师伐姜氏之戎，在千亩之战中全军覆没，周朝的构筑南方防线全面崩溃。楚国乘机向外扩张，江汉诸姬尽被吞并、臣服融合于楚。

### 自立为王
不满自己国大爵小的楚君熊通從傳說中找到例証，他說其先祖鬻熊是周文王的老师，有辅佐推翻殷商，建立周朝的功劳，只因早死而仅得到子爵，遂攻打姬姓诸侯随国，目的是要周天子晋升其爵位，遭拒，熊通率兵再次征讨随国（今湖北随州），迫使随侯投降。熊通因此在前704年自称为王（后諡武）。被楚国消灭的小国还有古麋国（湖北郧阳、房州一带）、卢国、罗国（湖北襄阳、荆门一带），一路向南征伐百苗等大小诸侯国，成为江漢流域的霸主。

### 争霸中原

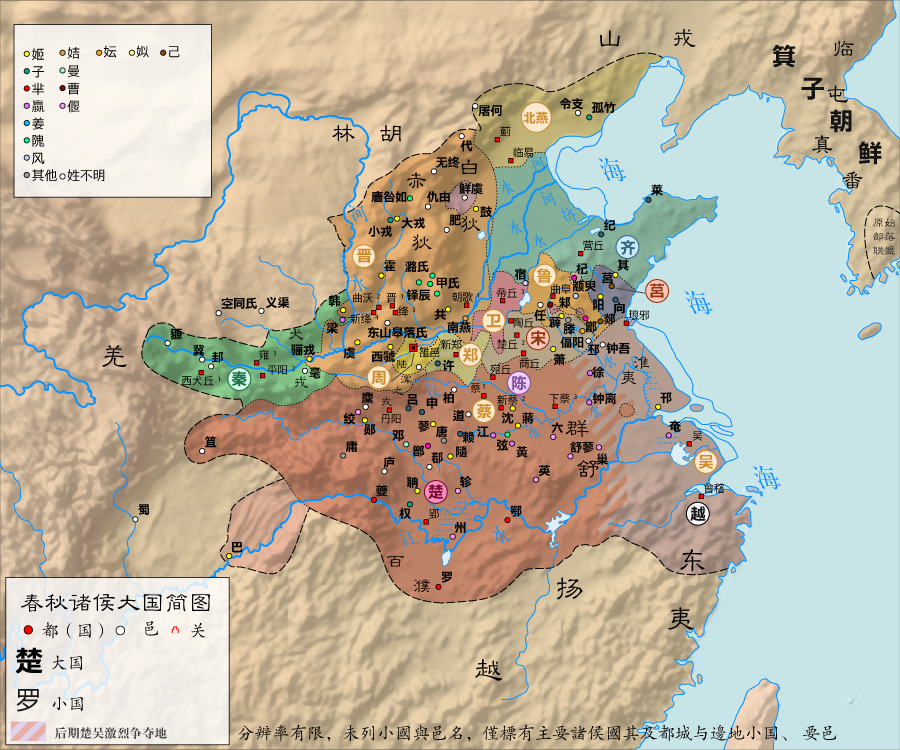
春秋时期楚国争霸中原形势图

熊通子楚文王定都于郢（今湖北省宜城市西南），因取名于该地已被填埋的湖泊“疆浧”而得名，後人通稱為“鄢郢”，以区别于日后为防备吴国的再次入侵而迁徙的新国都纪郢及一系列皆称之为“郢”的同名陪都。此后为扩充领域，楚国与中原的中原诸侯国经常发生战事。
楚成王时，楚在令尹子文的治理下更显强盛。前632年，晋楚城濮之战，楚人大败。晋师“三日馆谷”，向周天子献楚捷“驷介百乘、徒兵千，”，楚国几十年不敢北向。《子犯和钟》即记载此事，中有“诸楚荆不听命于王所，子犯及晋公率西之六师博伐楚荆，孔休大功，楚荆丧厥师，灭厥渠”云。后来的楚莊王武功彪炳，又励精图治，选拔孙叔敖施行文冶，使楚国经济繁荣、文化鼎盛。前606年莊王征伐陆浑之戎（在雒邑西南），派人向周天子问九鼎之轻重。
前597年，楚围郑，迫郑降，晋派兵救郑，两军于邲会战，晋大败。此后，陈、蔡、许、郑俱从楚。公元前594年，楚围宋，宋告急于晋，晋不能救，宋遂与楚言和，尊楚。这时中原各国除晋、齐、鲁之外，尽尊楚庄王为霸主，确立了楚庄王在春秋五霸的历史地位。史载，透过战事，楚国先后吞并了四十五个较弱小的诸侯方国。
邲之战后，楚庄王称霸一时，但是晋国国势犹不可忽视，晋、楚双方形成南北对峙、各霸一方。前546年，宋国执政向戌倡议弭兵，奔走于晋国执政赵武和楚国令尹子木之间，使晋、楚、齐、秦、宋、鲁、郑、卫、陈、蔡、曹、许、邾、滕等十四国于宋召开弭兵大会。结果由前述十国签订盟约，规定除齐、秦等大国外，小国须既朝晋又朝楚，霸权乃由晋、楚二强平分，尊两国为共同霸主。史称‘向戌弭兵’。

### 衰而复兴

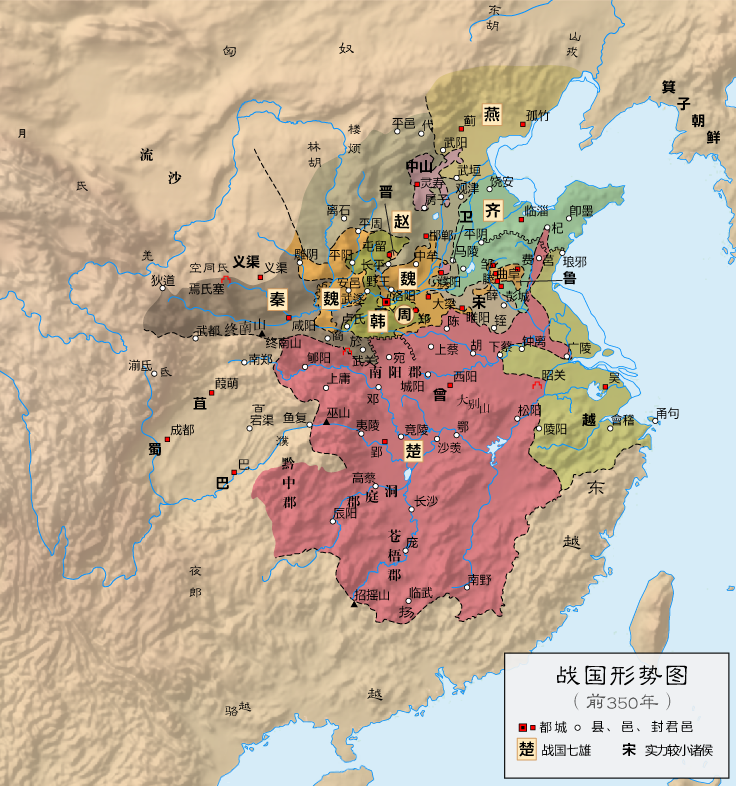
战国初期楚国形势图

前506年，楚昭王时，吴国君主阖闾派孙武、伍子胥率军攻打楚国，于柏举之战中击败楚国，攻占其首都郢，楚国几乎覆亡。这时越国允常趁机攻打吴国，秦国也出兵帮助楚国，楚国得以保全。
根據史記楚世家記載，公元前505年，楚昭王將新的国都迁往郢都（纪郢），當時規模宏大的皇城郢都盛極一時、揚名天下。
及后楚惠王即位，继续执行安邦定国、伺机发展的方针。对外，楚惠王四十二年（前447年），楚兼并蔡。两年后，兼并杞，楚东拓疆土至泗水之上，尽有江淮以北之地。楚简王元年（前431年），楚又兼并掉莒。

### 吴起变法
进入战国时代，主要的六大强国皆曾进行片面或全面性的政经改革，唯有楚国固步自封未曾稍加变法。前400年，自晋分家的韩、赵、魏三国屡次联军攻楚。当时在位的楚悼王为求富国强兵，任用吴起开始变法兴革，使楚国国力迅速强大起来。由于楚悼王不幸早逝，吴起失去了坚强的靠山，被旧贵族残酷杀害。虽然变法时间不长，但变法的成果还是有所保留，比如之后的楚国封君的继承不超过三代没有自己独立的武装，一切财政大权听命于中央等等。
至楚威王时代，楚国的西部领土已扩张至巴蜀之间，东灭越国，兴盛一时。在经过5年的昭滑谍报与卧底工作后，楚怀王派后者率军消灭越国残余势力，占领吴、越故地，并设立江东郡。 《史记。甘茂传》“王前尝用台滑于越，而内行章义之难，越国乱，故楚南塞厉门而郡江东。计王之功，所以能如此者，越国乱而楚治也。”《楚策一．楚王问于范环》亦有记载，范环曰：“且王尝用滑于越而纳句章，昧之难，越乱，故楚南察濑胡而野江东，计王之功所以能如此者，越乱而楚治也。”

### 衰落

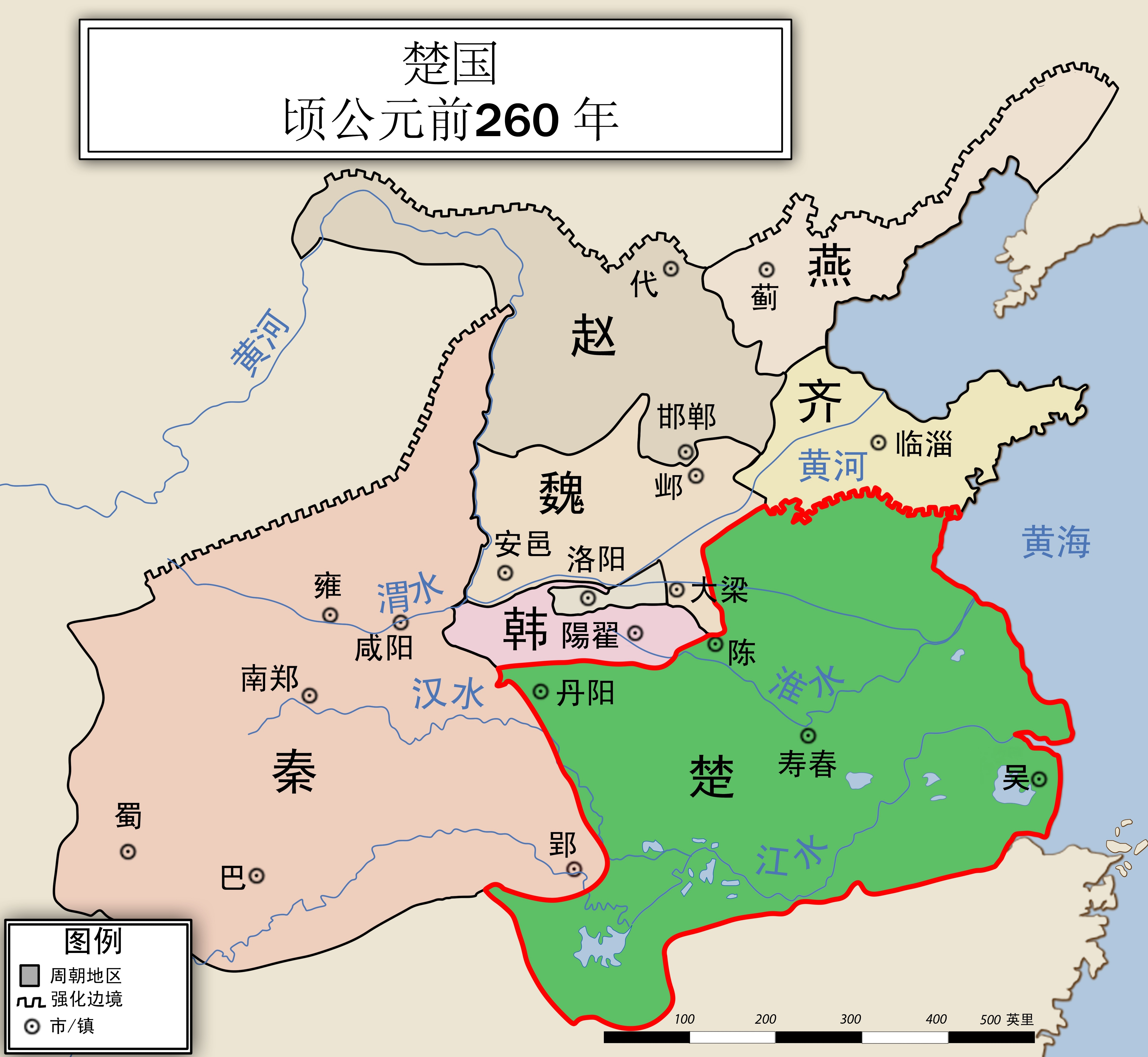
前260年战国后期楚国形势图，楚國西部領土被秦國佔領後，秦與六國形成均勢。

楚怀王即位后，开始重用屈原等大臣，针对主要弊政进行一系列的革新，却引来楚国贵族一致反对。日久，难以抵挡反对声浪的楚怀王遂意兴阑珊，变法终告失败。
秦國併吞了巴、蜀之後，在秦國張儀合縱連橫的策略下，挑撥楚國和齊國的聯盟，楚怀王被騙；前312年，秦國和楚國因此接連在丹陽、藍田之戰兩場戰役中交戰，然而皆為楚軍大敗，是楚國和秦國勢力反轉的一個拐點。前299年，楚怀王晚年被秦昭襄王骗去秦国，客死咸阳，欲兴兵夺回楚王的楚国军队又为秦将白起击败。楚国国势迅速衰弱。
楚顷襄王即位后，周赧王二十二年（前293年），秦国派大将白起攻打韩国，在伊阙获大胜。伊阙之战后，秦昭王写给楚顷襄王一封国书说：“楚国背叛了秦国，秦国将率领诸侯军攻打楚国，决一雌雄。希望您重整军队，以便痛快地打一场。”楚顷襄王很担心，便打算跟秦国讲和。周赧王二十三年（前292年），楚国到秦国迎接新妇，秦楚讲和。
周赧王三十年（前285年），楚顷襄王与秦昭王在宛（今河南省南阳市宛城区一带）友好相会，议和结亲。
周赧王三十二年（前283年），楚顷襄王与秦昭王在楚国的别都鄢（今湖北省宜城市东南）友好相会，同年秋季，又和秦昭王在秦国的穰（今河南省邓州市）相会。
前281年楚顷襄王意图联合齐国和韩国联合讨伐秦国为楚怀王复仇，前280年，秦先发制人，派大将司马错率领军队从陇西郡出兵，攻取了楚国的黔中郡，楚顷襄王被迫割让上庸（今湖北省竹山县东南）和汉江以北的土地给秦国。次年（前279年）秦白起率军大举攻楚，占领邓，并水淹鄢城，城中百姓死亡数十万，之后势如破竹，一举攻陷楚国国都郢，烧毁其先王陵墓夷陵（今湖北省宜昌市夷陵区），向东进兵至竟陵（今湖北省潜江市东北）楚军败，楚顷襄王在兵败后，向东北方溃逃至陈（今河南省淮阳县），被迫迁都于此以自保。

### 危局
前263年，楚考烈王繼位，任用春申君為令尹，春申君派兵助趙國解邯鄲之圍，又領兵滅魯國，楚國一度復興。但前241年，春申君組織東方國家最後一次合縱，但被秦軍所敗，楚考烈王怕秦國報復，再次迁都至更東面的寿春。
前238年楚考烈王死后，春申君門客李園發動政變殺害春申君，楚國国力更加一蹶不振。秦王政亲政后，知楚将项燕擅战，先遣李信为将，领二十万兵马，欲灭楚，惨败。
前229年（秦王政十八年），楚軍敗走，秦軍把已經完全控制郢都的疆域，並改郢為南郡，並委任來自韓國的降將騰駐守於此。

### 覆亡
前223年，由秦國老将王翦所統率的秦师六十万大败楚军，俘虏了楚国国君負芻。到了公元前222年，王翦平定了楚国长江以南的广大土地，楚国彻底灭亡。
楚人作为六国最强的国家，對於秦國的亡國之辱極為痛恨，在秦末天下大亂時楚地開始興起「楚虽三户，亡秦必楚」的順口溜以彰興兵雪恨之志。后来项燕之孙项羽果然灭秦。

### 复国余绪
秦二世元年（前209年）七月，赴燕京的戍卒領袖陈胜、吴广，自稱秦始皇長子扶蘇與楚國大將軍項燕，發動大澤起義，建立张楚，恢复楚国。旋即败亡。陈胜败亡后，陳勝的大司馬秦嘉，立楚宗室景驹为楚假王（即代理楚王），後又稱楚王。项燕之子项梁起兵，將景驹斩杀。
前208年六月，项梁立楚怀王孙熊心，仍为楚怀王。陈婴为上柱国，项梁自号为武信君，楚国复国。
楚国复国后，齐国受到秦将章邯的进攻，项梁引兵北攻亢父、救东阿，破秦军。后不久项梁战死。而楚将项羽、刘邦率楚军西略地至雍丘，与秦军战，大破之，斩其将李由（丞相李斯之子），还攻外黄，未下。
秦二世三年（前207年），楚怀王徙都盱眙，并吕臣、项羽军，自将之。以沛公刘邦为砀郡长，封武安侯，将砀郡兵；项羽为长安侯，号鲁公；吕臣为司徒，其父吕青为令尹。
秦将章邯攻赵，赵向楚求救兵。楚怀王分兵，令宋义为上将军，项羽为次将、范增为末将，北上救赵。同时令沛公刘邦为将，率楚军西略咸阳。项羽斩杀宋义，夺其军权，北上于巨鹿之战大破秦军主力，虏秦将王离，秦将涉间不降楚，自烧杀。与此同时，楚将刘邦经过一系列战斗，成功攻入关中。（前207年）十月，沛公刘邦军驻灞上，秦王子婴素车白，系颈以组，封皇帝印玺，向刘邦投降。秦朝灭亡。
前207年十一月，项羽引兵西入关。十二月中，至戏（今陕西西安），与劉邦会霸上鸿门宴。汉王元年（前206年）正月，项羽自封为西楚霸王，分封诸侯，比如刘邦被分封为汉王。尊楚怀王为义帝。四月，项羽徙义帝都郴州，途中，使九江王黥布与衡山王吴芮弑义帝于江南。
西元前202年9月，項羽所率楚軍兵敗垓下，楚霸王在長江北岸烏江渡自刎，楚漢戰爭結束，西楚國滅亡。

## 楚文化

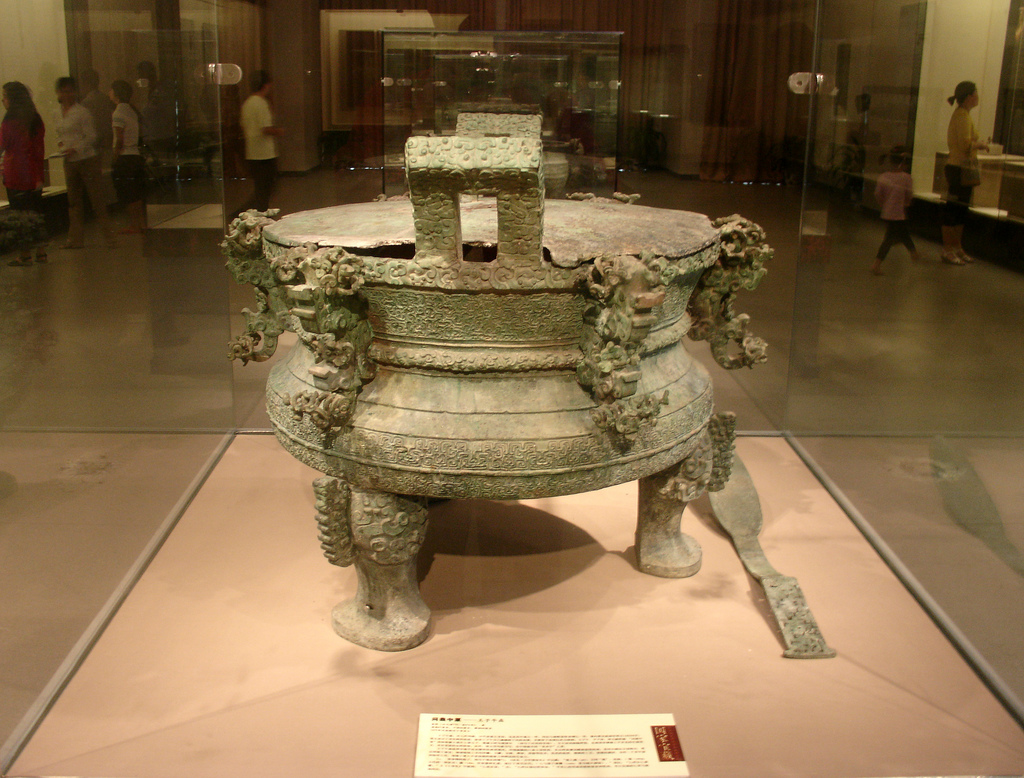
河南博物院收藏的王子午鼎

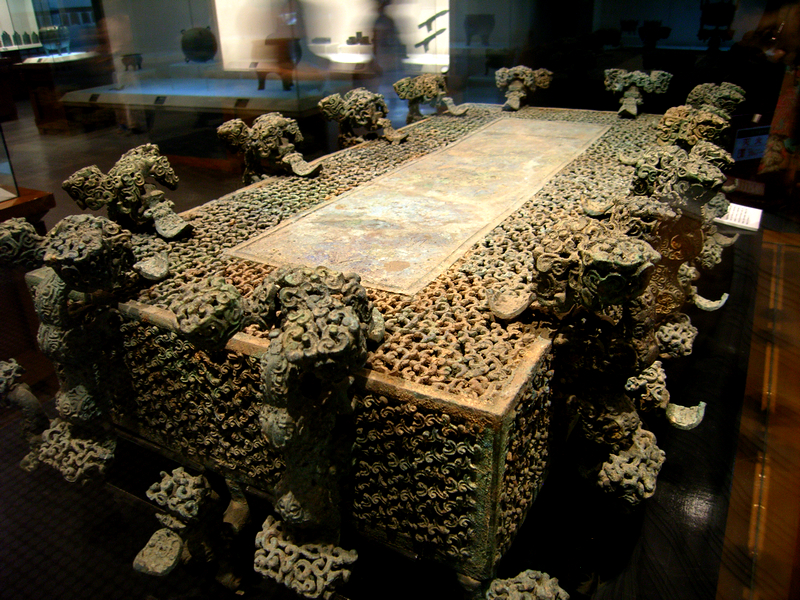
河南淅川楚墓出土的云纹铜禁，现藏于河南博物院

### 语言
在春秋时代，楚语和中原语言之间有明顯的區别。楚国的官名和其他诸侯国不同：楚国宰相叫令尹，司马叫莫敖。除此之外，《左传·宣公五年》还记载春秋时代楚语的两个词意：
- 穀为“乳（母乳）”
- 於菟（wūtú，上古汉语发音为*qa-laa）为「虎」（hǔ，*qhlaaʔ）（有人怀疑可能與缅甸语 ကျား kla 同源）

我们之所以知道这两个词的意思，是因为令尹子文名字叫做鬬穀於菟，《左传》对他名字的原意做了解释。
《左传·庄公二十八年》有一句话：“楚言而出”（今译：“他们讲楚语就撤退了”），证明当时的楚语和中原的语言有差異。
在战国时代，屈原《楚辞》所用词汇也显示出楚国语言的特点。

### 音乐

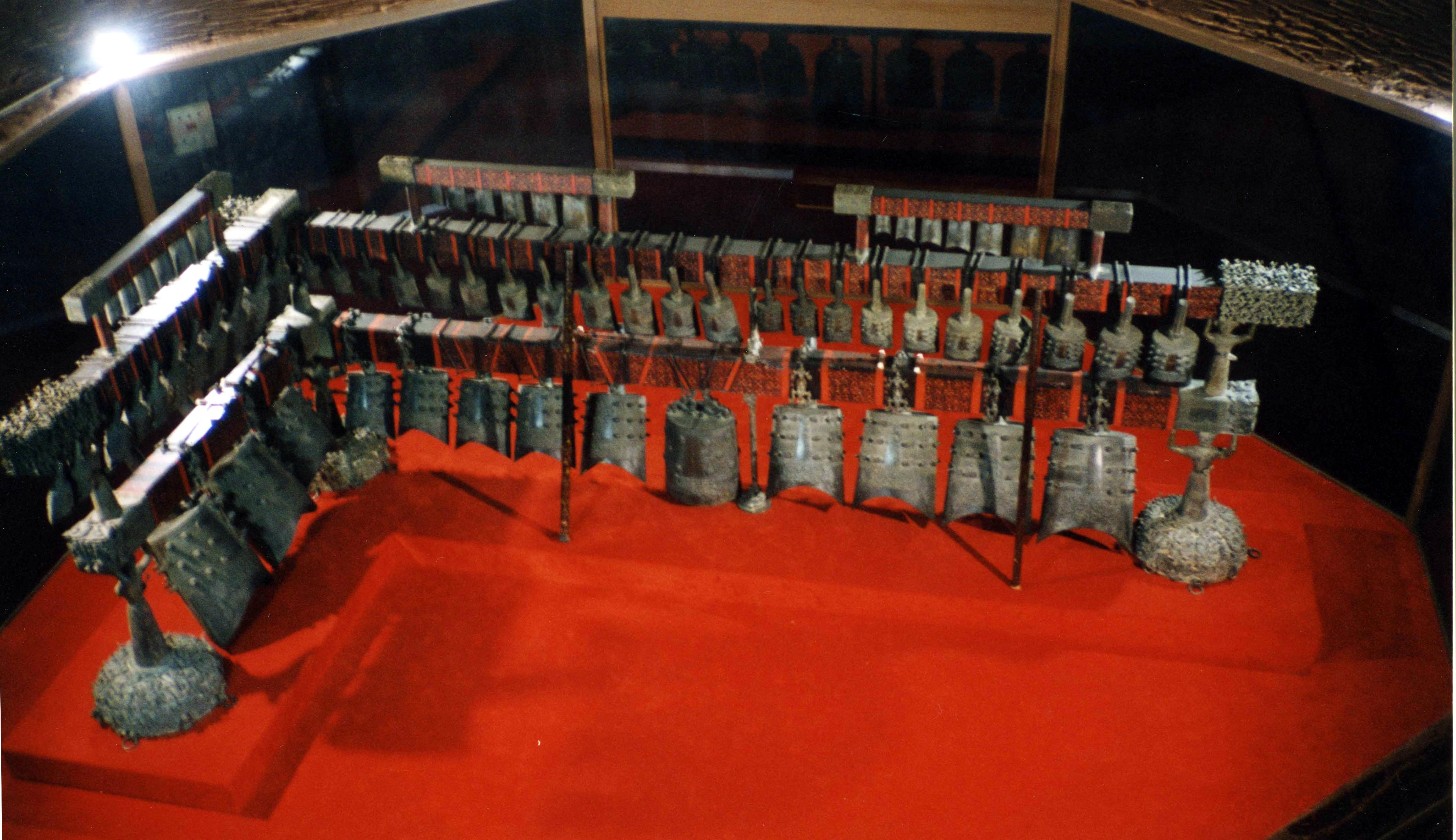
曾侯乙墓出土的曾侯乙編鐘

据《左传 襄公十八年》载“南风不竞多死声”，楚音绵软无力。楚国巫风盛行，喜欢举行祭祀活动，由巫女主持祭祀。祭祀时要奏乐、歌唱、跳舞以娱神。王国维在《宋元戏曲史》中曾谈到楚国：“至于浴兰沐芳，华衣若芙，缓节安歌，歌舞之盛也。乘风载云之词，生别新知之语，荒淫之意也。是则灵之为职，或偃蹇以像神，或婆娑以乐神……”

### 風俗
楚俗尊鳳尚赤、崇火拜日、喜巫近鬼。
楚人認為自己是日神遠裔，火神嫡嗣，日火皆為赤色，故而尚赤，楚地廣闊。楚王族是祝融（中國神話中的火神）的後裔于史有载，尚赤之俗源遠流長。《墨子》中有記載“楚莊王鮮冠組纓，絳衣博袍……”。“絳衣”就是大紅色的衣服。王族的信仰和喜好具有很大的影響力，如“楚王好細腰，宮中多餓死”。王族尚赤，久而久之，楚地百姓也都以赤為貴了。從現今出土的楚文物也可以佐證楚人尚赤。

## 楚国君主列表
| 周代楚国君主                  |          |             |                     |          |
| 君主                          | 國君名称 | 上任時間    | 退位時間            | 在位年数 |
| 鬻熊                          | 鬻熊     |             |                     |          |
| 熊麗                          | 熊麗     |             |                     |          |
| 熊狂                          | 熊狂     |             |                     |          |
| 熊繹                          | 熊繹     |             |                     |          |
| 熊艾                          | 熊艾     |             |                     |          |
| 熊                            | 熊       |             |                     |          |
| 熊勝                          | 熊勝     |             |                     |          |
| 熊楊                          | 熊楊     |             |                     |          |
| 熊渠                          | 熊渠     |             |                     |          |
| 熊挚红                        | 熊摯     |             |                     |          |
| 熊延                          | 熊延     |             | 前848年             |          |
| 熊勇                          | 熊勇     | 前847年     | 前838年             | 10年     |
| 熊嚴                          | 熊嚴     | 前837年     | 前828年             | 10年     |
| 熊霜                          | 熊霜     | 前827年     | 前822年             | 6年      |
| 熊徇                          | 熊徇     | 前821年     | 前800年             | 22年     |
| 熊咢                          | 熊咢     | 前799年     | 前791年             | 9年      |
| 楚若敖                        | 熊儀     | 前790年     | 前764年             | 27年     |
| 楚霄敖                        | 熊坎     | 前763年     | 前758年             | 6年      |
| 楚蚡冒 ( 楚厲王 )             | 熊眴     | 前757年     | 前741年             | 17年     |
| 楚武王                        | 熊通     | 前740年     | 前690年三月         | 51年     |
| 楚文王                        | 熊貲     | 前689年     | 前675年六月庚申     | 15年     |
| 楚堵敖                        | 熊艱     | 前674年     | 前672年             | 3年      |
| 楚成王                        | 熊惲     | 前671年     | 前626年冬季十月     | 46年     |
| 楚穆王                        | 熊商臣   | 前625年     | 前614年             | 12年     |
| 楚庄王或楚臧王或楚荊莊王      | 熊侶     | 前613年     | 前591年秋季         | 23年     |
| 楚共王或楚恭王或楚龔王        | 熊審     | 前590年     | 前560年             | 31年     |
| 楚康王                        | 熊招     | 前559年     | 前545年九月以後     | 15年     |
| 楚郏敖 ( 楚嗣子王或楚孺子王 ) | 熊員     | 前544年     | 前541年冬季         | 4年      |
| 楚靈王                        | 熊圍     | 前540年     | 前529年五月         | 12年     |
| 楚王比                        | 熊比     | 前529年春季 | 前529年五月         | 未改元   |
| 楚平王或楚景平王              | 熊居     | 前528年     | 前516年九月         | 13年     |
| 楚昭王或楚卲王                | 熊珍     | 前515年     | 前489年秋季七月以後 | 27年     |
| 楚惠王或楚獻惠王              | 熊章     | 前488年     | 前432年             | 57年     |
| 楚简王或楚柬大王              | 熊中     | 前431年     | 前408年             | 24年     |
| 楚声王或楚聲桓王              | 熊当     | 前407年     | 前402年             | 6年      |
| 楚悼王或楚悼折王              | 熊疑     | 前401年     | 前381年             | 21年     |
| 楚肅王                        | 熊臧     | 前380年     | 前370年             | 11年     |
| 楚宣王                        | 熊良夫   | 前369年     | 前340年             | 30年     |
| 楚威王                        | 熊商     | 前339年     | 前329年             | 11年     |
| 楚懷王                        | 熊槐     | 前328年     | 前299年             | 30年     |
| 楚頃襄王                      | 熊横     | 前298年     | 前263年秋季         | 36年     |
| 楚考烈王                      | 熊元     | 前262年     | 前238年             | 25年     |
| 楚幽王                        | 熊悍     | 前237年     | 前228年正月         | 10年     |
| 楚哀王                        | 熊猶     | 前228年正月 | 前228年三月         | 未改元   |
| 楚王負芻                      | 熊負芻   | 前227年     | 前223年             | 5年      |
| 昌平君                        | 熊启     | 前223年     | 前223年             | 0年      |
| 楚義帝                        | 熊心     | 前208年     | 前205年             | 4年      |

## 楚国公族
- 若敖氏
- 鬬氏
- 成氏
- 屈氏
- 景氏：楚平王之子子西之后
- 昭氏：楚昭王之子子良之后
- 莊氏：楚庄王之后
- 囊氏：楚庄王之子公子贞之后
- 柳氏：北宋 章定 据《名賢氏族言行類稿》楚義帝之后

## 人物

### 令尹
楚国大夫
| - 鬬廉，楚若敖子 - 薳章（蒍章），楚蚡眴子，後為薳氏 - 王子善，字子元，楚武王子 - 王子职，楚成王子 - 沈尹子桱，虞丘子，楚穆王子 - 公子側，字子反，楚穆王子 - 公子嬰齊，字子重，楚穆王子 - 公子辰，字子商，楚穆王子 - 公子壬夫，字子辛，楚穆王子 - 王子扬，楚穆王子 - 公子穀臣，楚莊王子 - 公子貞，字子囊，楚莊王子 - 公子追舒，字子南，楚莊王子 - 公子午，字子庚，楚莊王子 - 公子比，字子干，楚共王子 - 公子黑肱，字子晳，楚共王子 - 幕，楚郟敖子 - 平夏，楚郟敖子 - 太子祿，楚靈王子 - 公子罷敵，楚靈王子 - 太子建，字子木，楚平王子 - 公子啟，字子閭，楚平王子 - 公子申，字子西，楚平王子 - 公子結，字子期，楚平王子 - 白公勝，太子建子 - 王孫燕，太子建子 - 子良 (坪夜君)，楚昭王子 - 公孫朝，子西子 - 公孫寧，字子國，子西子 - 公孫平，子期子 - 公孫寬，魯陽文君（《渚宮舊事》、曾侯乙墓），子期子 - 王孫游 - 王孫喜 - 息公子朱 - 子家 - 公子燮 - 公子丙 - 公子馮 - 王子罷 - 公子平 - 公子罷戎 - 公子茷 - 公子寅 - 公子何忌 - 公子宜穀 - 公子橐師 - 公子成 - 公子格 - 公子齮 - 王子牟 - 公子申 - 公子魴，字子魚 - 王子勝 - 公子繁 - 王孫由于 - 王孫圉 - 太師子穀 - 右領差車 - 左史老 - 公孫朝 - 楚公子慶 - 子彊 - 子駢 - 子捷 - 子楊 - 子員 - 子孟 薳氏、蒍氏 - 薳章 - 薳呂臣，字叔佗，薳章子 - 薳賈，字伯嬴，薳章子 - 蒍艾獵，即孫叔敖，薳賈子 - 蒍馮（蔿子冯），艾獵從子 - 蒍掩，蒍馮子 - 蒍罷，字子蕩 - 蒍射 - 蒍泄，又作蒍，避唐諱 - 蒍居 - 蒍啟彊 - 蒍圍 - 蒍越 - 蒍固 陽氏 - 王子陽 - 陽尹，王子陽子 - 陽，字子瑕，陽尹子 - 陽令終，陽匄子 - 陽完，陽匄子 - 陽佗，陽匄子 囊氏 - 公子貞 - 囊瓦，字子常，公子貞孫 子南氏 - 公子追舒 - 棄疾，追舒子 沈氏 - 沈尹子桱 - 沈尹戌，楚莊王曾孫 - 沈諸梁，字子高，沈尹戌子 - 沈后臧，沈尹戌子 - 沈尹朱 - 沈尹壽 - 沈尹赤 鬬氏、成氏 - 若敖 - 鬬廉，楚若敖子 - 鬬祁，楚若敖子 - 鬬伯比，楚若敖子 - 鬬緍，楚若敖子 - 鬬子良，楚若敖子 - 鬬班，鬬廉子 - 鬬宜申，字子西，鬬班子 - 鬬㝅於菟，字子文，鬬伯比子 - 鬬般，字子揚，鬬穀於菟子 - 鬬克黃，鬬般子 - 鬬蔓，字棄疾，鬬克黃子 - 鬬韋龜，鬬蔓子 - 鬬成然，字子期、子旗，鬬圍龜子 - 鬬辛，即鄖公辛，鬬成然子 - 鬬懷，鬬辛子 - 鬬巢，鬬辛子 - 鬬丹 - 鬬章 - 鬬御彊 - 鬬梧 - 鬬克，字子儀 - 鬬勃，字子上 - 鬬椒（鬬越椒），字伯棼、子越，鬬子良子 - 苗賁皇，鬬越椒子 - 成得臣，字子玉，鬬子良子，後為成氏 - 成大心，成得臣子 - 成嘉，字子孔，成得臣子 - 成虎，即成然，成嘉子 屈氏、申氏 - 屈瑕 - 屈邊，即屈禦寇，屈瑕子 - 屈朱，屈邊子 - 屈荡 (车右) - 屈到，屈蕩子 - 屈申，屈蕩子 - 屈建，字子木，屈到子 - 屈生，屈申子 - 屈重 - 屈完 - 申公巫臣，字子靈，後為申氏 - 屈閻，巫臣子 - 屈荡 (莫敖) - 屈狐庸，即晉邢侯，巫臣子 - 屈罢 - 屈赤角 申氏 - 申舟 - 申犀 - 申驪 - 申無宇 - 申亥 - 申包胥 申叔氏 - 申叔時 - 申叔跪 - 申叔豫 - 申叔展 - 申叔壽餘 - 申公子牟 伍氏 - 伍參 - 伍舉，伍參子 - 伍奢，伍舉子 - 伍椒鳴，伍舉子 - 伍尚，伍奢子 - 伍員，字子胥，伍奢子 潘氏 - 潘崇 - 潘尫，字師叔 - 叔黨（潘党） - 潘子臣 觀氏 - 觀丁父 - 觀起 - 觀從，字伯玉 - 觀瞻 連尹氏 - 連尹襄老 - 連尹黑要 工尹氏 - 工尹齊 - 工尹路 - 工尹壽 - 工尹襄 - 工尹赤 - 工尹麇 熊氏 - 熊率且比 - 熊負羈 - 熊相宜僚 - 熊相禖 - 熊宜僚 季氏 - 季然 - 季莠尹然 鍾氏 - 鍾儀 - 鍾建 史氏 - 左史倚相 - 史猈 - 史皇 - 周大史 巫氏 - 范巫矞似 - 道朔 - 閻敖 - 逢伯 - 宜申 - 師縉 - 宛春 - 鬻拳 - 彭仲爽 - 子佩 - 耿之不比 - 榮黃 - 范山 - 期思公 - 復遂 - 盧戢犁 - 叔麕 - 許伯 - 樂伯 - 攝叔 - 許偃 - 養由基 - 彭名 - 蔡鳩居 - 司馬卯 - 叔展 - 叔山冉 - 穀陽豎 - 鄧廖 - 雍子 - 楊豚 - 尹宜 - 師祁犁 - 息桓 - 牛臣 - 穿封戌 - 析公 - 蕩侯 - 司馬督 - 囂尹午 - 陵尹喜 - 僕析父 - 須務牟 - 正僕人 - 枝如子躬 - 伯州犁 - 左尹郤宛 - 費無極（费无忌） - 鄢將師 - 晉陳 - 右司馬稽 - 武城黑 - 吳勾卑 - 彭生 - 尹大心 - 左司馬眅 - 鑪金 - 闉輿罷 - 藍尹亹 - 宋木 - 單浮餘 - 蔡洧 - 石乞 - 圉公揚 - 奮揚 - 太宰犯 - 小帷子 - 鄭然丹，本鄭人 - 公子鱄 - 箴尹宜咎，本陳人 - 齊公子鉏 - 齊申鮮虞 - 齊管修 - 士亹，楚莊王時大夫（《國語·楚語上》） 公族和封君 - 陽城君（曾侯乙墓、《呂氏春秋》） - 平輿君（曾侯乙墓） - 養君（曾侯乙墓） - 子兰 （《屈原贾生列传》） - 山陽君（《楚策一》） - 彭城君（《楚策一》） - 安陵君壇（《楚策一》） - 鄂君子晳 - 臨武君 - 春申君黄歇 - 昌平君 （《史记·秦始皇本纪》） - 昭雎 （《楚世家》），属于楚国公族之一的昭氏 - 昭奚恤（《楚策一》、《韓非子》） - 昭阳 （《楚世家》），属于楚国公族之一的昭氏 - 昭鱼（昭献） - 屈宜臼 《淮南子》作屈宜若，楚大夫（《說苑》） - 屈原：出自楚国公族屈氏 - 屈匄 （《楚世家》），出自楚国公族屈氏 - 景舍 救趙（《楚策一》），属于楚国公族之一的景氏 - 景阳 （《楚世家》），属于楚国公族之一的景氏 - 景鲤 - 景翠 - 景差（《史记·屈原贾生列传》），属于楚国公族这一的景氏 - 庄蹻 （《史记·西南夷列传》），楚庄王之后。 - 莊辛 - 庄舃 文官 - 穆賀（《墨子》貴義篇） - 右尹黑，本誤作君尹黑（《六國表》） - 江乙，本魏人（《楚策一》） - 苏秦 - 州侯 - 靳尚，上官大夫（《楚世家》） - 子椒 - 陈轸 （《楚世家》） - 李园 （《楚世家》） 武官 - 中子化（中子化盤銘文） - 吳起 自魏來（《吳起列傳》） - 唐眜 （《楚世家》） - 逢侯丑 （《楚世家》） - 項燕 |

### 女性
- 鄧曼，楚武王夫人，生楚文王
- 息媯，楚文王妾，生楚堵敖及楚成王
- 鄭瞀，楚成王夫人
- 楚莊夫人，楚莊王夫人，生楚共王
- 樊姬，楚莊王妾
- 嬴氏，一作秦嬴，楚共王夫人
- 巴姬，楚共王妾
- 郹陽封人女，楚平王妾，生太子建
- 孟嬴，秦女，楚平王后，生楚昭王
- 貞姜，楚昭王夫人
- 越姬，楚昭王妾，生楚惠王
- 江芈，楚文王女
- 季芈畀我，楚平王女，嫁鍾建
- 江乙之母（《列女傳》）
- 郑袖 （《屈原贾生列传》）
- 莊姪，楚顷襄王王后
- 李后，楚考烈王王后

### 詩人
- 屈原
- 宋玉
- 景差

### 其他
- 公輸般（《墨子》魯問篇）
- 孟勝，墨子弟子（《呂氏春秋》）
- 徐弱，孟勝弟子（《呂氏春秋》）
- 汗明
- 莊善，（《卷八 義勇第八》）

## 考古
- 淅川下寺春秋楚墓群：有春秋墓葬25座、车马坑5座，从这座古墓葬群中共发掘出青铜器、玉器7000多件。楚国令尹子庚便葬于此地。
- 淅川和尚岭与徐家岭楚墓群：是继下寺楚墓之后在河南发现的最大的一批春秋战国时期的楚国贵族墓群，从楚国箴尹克黄的墓内出土了大批精美的青铜器。

## 備註
1. ↑  即屈家嶺文化，一般稱為「三苗」或「楚蠻」，《早期中国文明:江汉文化与荆楚文明》認為「三苗」是虛無縹緲的存在，應改稱為「炎帝祝融文化」。

## 延伸阅读
[在维基数据编辑]
 《史記/卷040》，出自司馬遷《史記》